# Tramlijn Winschoten - Ter Apel
De tramlijn Winschoten - Ter Apel was een tramlijn in Groningen tussen Winschoten en Ter Apel. 

## Geschiedenis
De lijn werd aangelegd door de Stoomtramweg-Maatschappij Oostelijk Groningen en geopend op 1 november 1914. 
Met uitzondering van 1943 is de lijn in geen enkel jaar winstgevend geweest, voornamelijk door de opkomst van het vervoer over de weg. Na de Tweede Wereldoorlog was het dan ook snel gedaan en de lijn werd gesloten op 12 juni 1948.